# 東京都道二四七号線

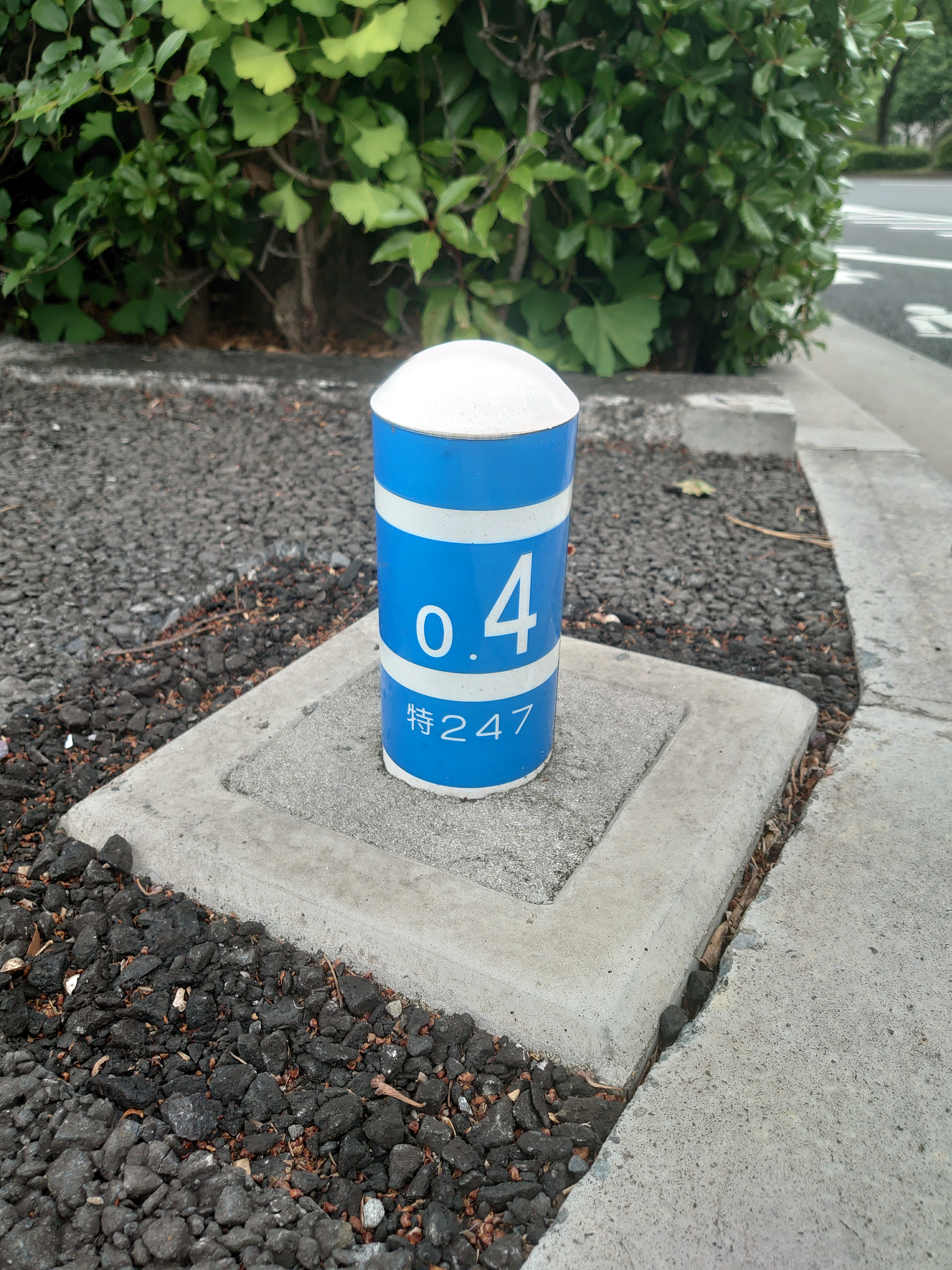
外務省正門前に設置された0.4キロポスト

東京都道二四七号線（とうきょうとどうにひゃくよんじゅうななごうせん）は東京都千代田区を通る特例都道である。
東京都道247号府中小金井線とは全く別の路線で、「特例都道二四七号線」が正式名称であり「二四七」は整理番号ではない。実際は各種資料やキロポスト、街路灯などの構造物では管理番号247の路線として扱われている。東京市道の流れをくむ。

## 概要
- 延長：637ｍ[1]
- 起点：東京都千代田区霞が関二丁目　霞が関二丁目交差点
- 終点：東京都千代田区永田町一丁目　総理官邸前交差点　 キロポストは終起点が逆向きで設置されている。
- 通称：国会通り
- 支線：国会議事堂南東～国会正門前交差点 [2]これより先は一七六号線だが、憲政記念館前交差点の手前に0.6キロポストがある。

## 沿革
- 1952年（昭和27年）12月5日 - 道路法施行に伴い特別区の存する区域内の旧東京市道は道路法89条の特例都道の認定を受けたものとみなされる（道路法施行法3条）
- 1962年（昭和37年）4月14日 - 既存の特例都道のうち下記の区間に「二四七号線」の路線名称が付される（東京都告示第348号）
  - 起点：千代田区霞ケ関二丁目二四六号交点
  - 終点：中央区銀座西八丁目一七〇号交点
- 1965年（昭和40年）3月31日 - 特例都道二四七号線のうち下記の区間が一部廃止となり、特別区道に移管される（東京都告示第266号）
  - 千代田区内幸町二丁目地内 - 中央区銀座西八丁目地内

## 通過する自治体
- 東京都
  - 千代田区

## 周辺の施設
- 国会議事堂
- 衆議院
- 首相官邸
- 内閣府
- 国会議事堂前駅
- 国会前庭
- 外務省
- 復興庁
- 財務省
- 国税庁